# بخش موچش
بخش موچش یکی از بخش‌های شهرستان کامیاران و بزرگترین بخش استان کردستان در غرب ایران است.

## تقسیمات کشوری
- دهستان امیرآباد
- دهستان سورسور
- دهستان عوالان
- دهستان گاورود

شهر:موچش

## جمعیت
بنابر سرشماری مرکز آمار ایران، جمعیت بخش موچش شهرستان کامیاران در سال ۱۳۸۵ برابر با ۳۱۳۴۱ نفر بوده است.